# Circolo delle Dame Colte
Il Circolo delle Dame Colte è un salotto sorto a Napoli nell'età napoleonica col fine di promuovere le pubbliche relazioni tra le donne e gli uomini di cultura.

La consuetudine del salon francese si sviluppa anche in Italia dal '600 fino all''800. I salottieri italiani danno un notevole contributo alla storia, non solo letteraria, ma anche politica come avviene ad esempio nel salotto di Pietro Verri che fondò l'Accademia dei Pugni o in quello chiamato scherzosamente "cameretta" di Carlo Porta che aveva come ospiti più noti Alessandro Manzoni, Tommaso Grossi, Giovanni Berchet.

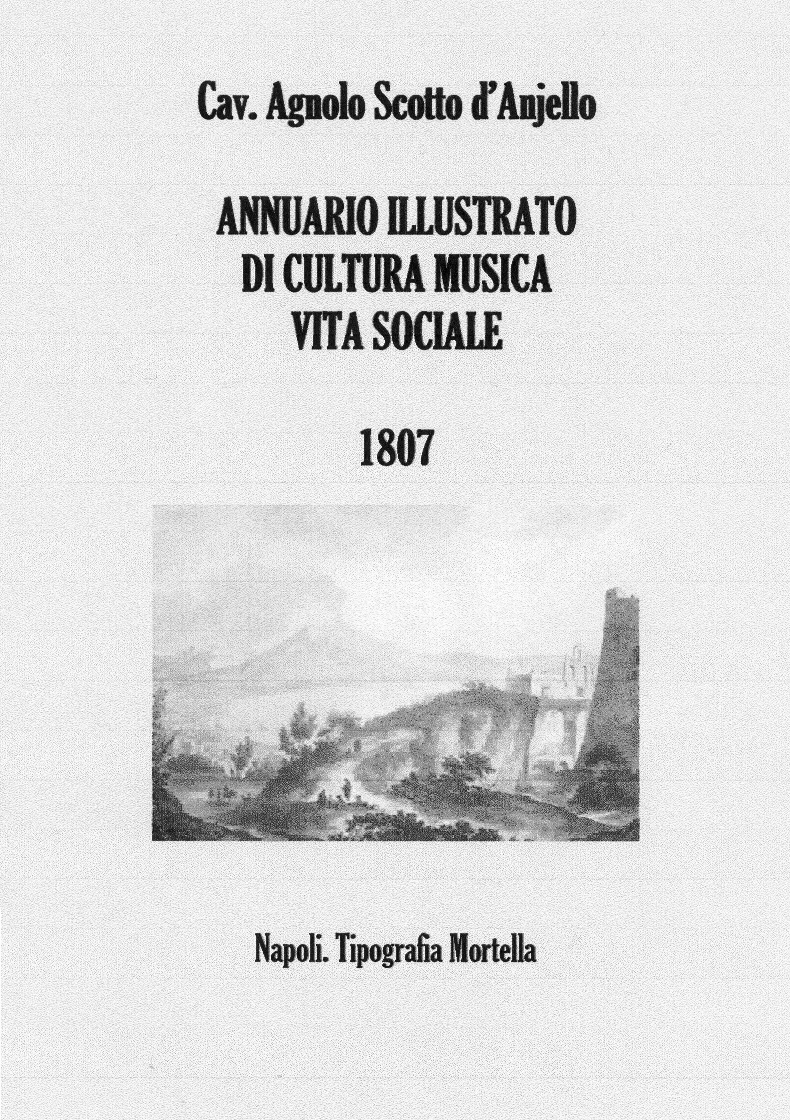
Annuario 1807 (Copertina)

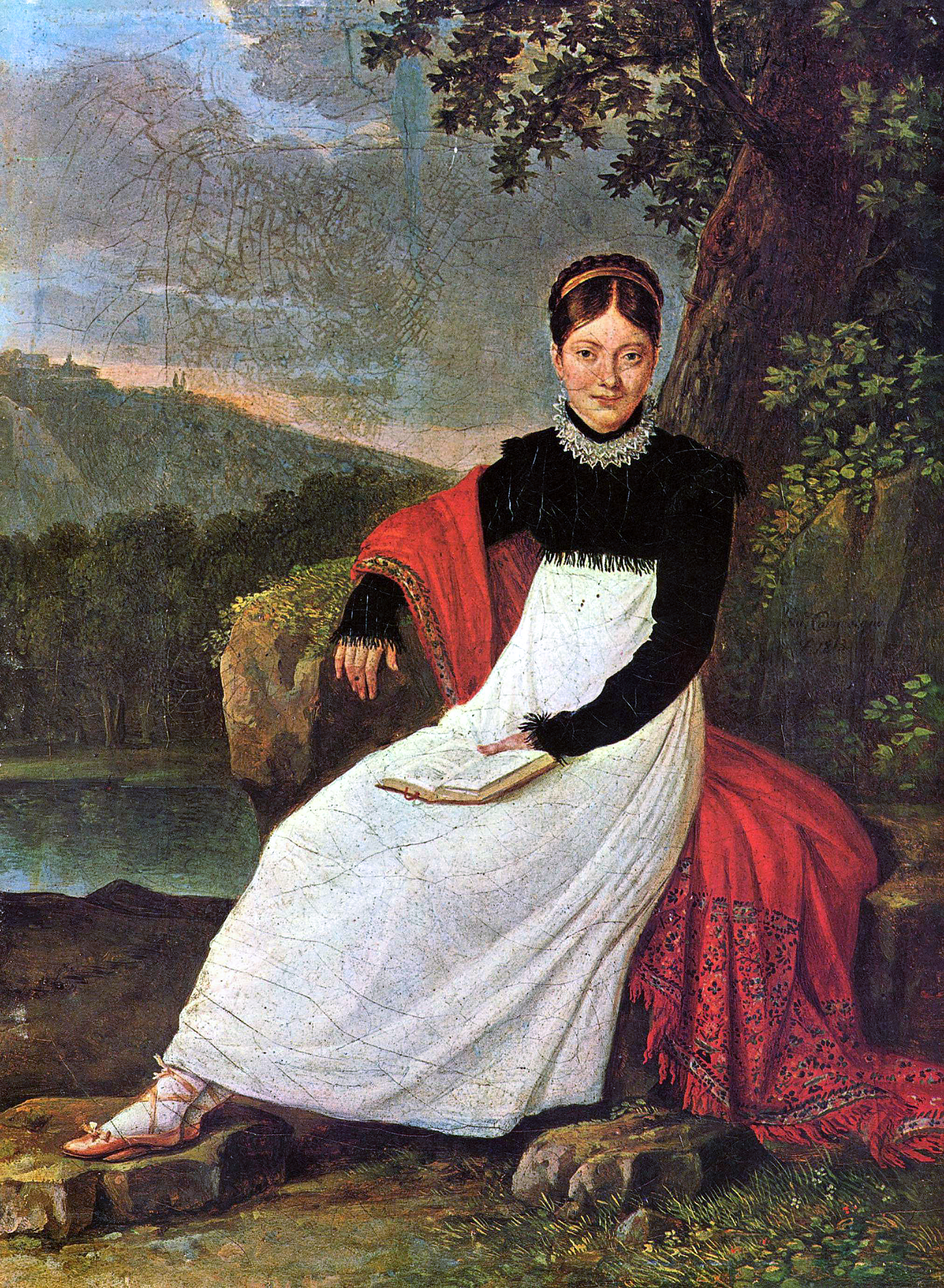
Carolina Bonaparte, Patronessa del Circolo

Il "Circolo delle Dame Colte" è censito nell'annuario di Scotto d'Anjello del 1807 che a pag. 78 riproduce anche un cartoncino che ne dichiara le finalità: Il Circolo è sorto all'uopo di giovare alla considerazione e all'accettazione in società. Possono farne parte persone dotte, di buona creanza, di animo tollerante. Coltiva la cortesia. Ospita Dame e Cavalieri. Quale trovasi similmente raffigurato tengasi socio del Circolo e ne dia impulso a fini e iniziative.

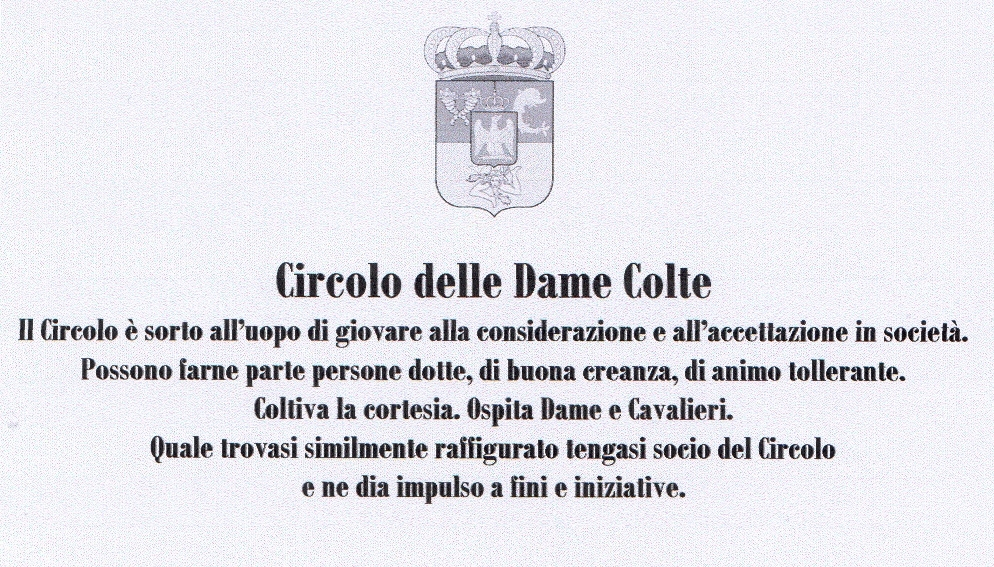

Nuovo Statuto del Circolo delle Dame Colte (2007)

Articolo unico

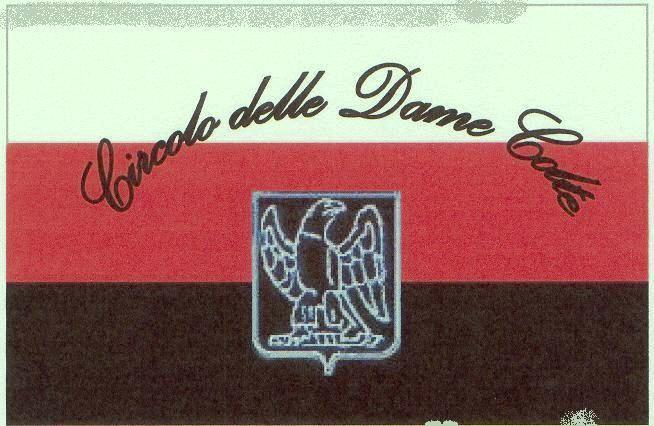
Bandiera napoleonica del Circolo

Il Circolo è una iniziativa che promuove il riconoscimento personale e la relazionalità. Vi possono fare parte persone di cultura, di modi affabili, di spirito libero. È aconfessionale e apolitico. Coltiva l'ospitalità reciproca. È aperto a Dame e Cavalieri. Chiunque si riconosca in quanto sopraddetto può ritenersi Socio del Circolo e come tale promuovere iniziative che ne perseguano le finalità.